# Megalastrum longipilosum
Megalastrum longipilosum är en träjonväxtart som beskrevs av A. Rojas.
Megalastrum longipilosum ingår i släktet Megalastrum och familjen Dryopteridaceae.

## Underarter
Arten delas in i följande underarter:
- Megalastrum longipilosum glabrescens
- Megalastrum longipilosum glandulosum